# Theridion solium
Theridion solium là một loài nhện trong họ Theridiidae.
Loài này thuộc chi Theridion. Theridion solium được Pierre L. G. Benoit miêu tả năm 1977.